# 갈뫼중학교
갈뫼중학교는 대한민국 경기도 의왕시 내손동에 있는 공립 중학교이다.

## 학교 연혁
- 2002년 1월 14일 : 갈뫼중학교 설립 인가
- 2002년 3월 1일 : 초대 이상구 교장 취임
- 2002년 3월 2일 : 입학식(4학급 63명)
- 2004년 2월 12일 : 제1회 졸업식(63명)
- 2004년 9월 30일 : 빗물자료관 준공
- 2014년 1월 1일 : 체육관 '가온누리홀' 준공
- 2019년 9월 1일 : 제6대 이덕재 교장 취임
- 2021년 1월 12일 : 제18회 졸업식(210명, 총 누계 5,626명)
- 2021년 3월 2일 : 입학식(9학급 265명)

## 참고 자료
- 갈뫼중학교 - 한국교육학술정보원 학교알리미